# Вишњићи
Вишњићи су насељено мјесто у општини Вареш, Босна и Херцеговина.

## Становништво
|             | 2013.       | 1991.        |
| Укупно      | 24 (100,0%) | 113 (100,0%) |
| Хрвати      | 20 (83,33%) | 73 (64,60%)  |
| Срби        | 4 (16,67%)  | 31 (27,43%)  |
| Југословени | –           | 8 (7,080%)   |
| Остали      | –           | 1 (0,885%)   |
| Бошњаци     | –           | 0 (0,000%)1  |

1. 1 На пописима од 1971. до 1991. Бошњаци су пописивани углавном као Муслимани.